# Душа
Душа (грч. психе, лат. анима) појам којим преднаучно мишљење даје супстанцију, односно своди на посебно, од тела различито биће, свеукупност животних, а посебно психичких појава. Сама реч душа етимолошки је повезана са „дисањем”, једним од најочигледнијих знакова код човека и животиња. Душа је ентитет за који се, у многим верским и филозофским традицијама, претпоставља да постоји само у живим бићима. Душа је оно што чини живот, принцип живота, знак живота, оно што се само собом покреће. Постоје различита веровања о постојању душе, о њеном односу према твари, о томе да ли се ради о једној свеопштој души или их има више, о томе како се душа односи према телу и психолошким процесима, о пореклу и судбини људске душе, укључујући и њено претходно постојање и бесмртност. Неке традиције не праве разликовање између људске душе и духа, па се та два термина често користе као синоними.
Разумевање душе као виталног принципа („ентелехије тела”) настало је у античкој филозофији (Аристотел), и још увек претпоставља различите виталистичке претпоставке у биологији, а у многим религијама, њен независни, скоро материјални битак, означава саму суштину религиозне мисли и такође је утицао на формирање различитих идеалистичких схватања и кретања у филозофији.
Душа је у многим религиозним, филозофским и митолошким традицијама, бестелесна есенција живог бића. Душа или психа (старогрчки језик: ψυχή psūkhḗ, од ψύχειν psū́khein, „дисати”) су менталне способности живог бића: разум, карактери, осећаји, свест, сећања, перцепције, размишљања итд. У зависности од филозофског система, душа може бити или смртна или бесмртна. У јудео-хришћанству, само људска бића имају бесмртне душе (иако се бесмртност оспорава унутар јудаизма и можда је то произашло из утицаја Платона). На пример, католички теолог Тома Аквински је приписивао „душу” (anima) свим организмима, али је тврдио да су само људске душе бесмртне.
Друге религије (оре свега хиндуизам и ђаинизам) сматрају да су сва жива бића, од најмањих бактерија до највећих сисара, душе саме по себи (атман, ђива) и да имају своје физичке репрезентације (тело) у свету. Стварно биће је душа, док је тело само механизам да се доживи карма тог живота, нпр. ако се разматра тигар онда постоји самосвесни идентитет који се налази у њему (душа) и његова физичка репрезентација у свету (цело тело тигра које се може видети). Неки сматрају да чак и небиолошки ентитети (као што су реке и планине) поседују душе. Ово веровање се зове анимизам. Грчки филозофи, као што су Сократ, Платон, и Аристотел, сматрали су да душа (ψυχή psūchê) мора имати логичку способност, испољавање које је најбожанскије од људских акција. На свом суђењу, Сократ је у својој одбрани чак сумирао своје учење као ништа друго до подстицај својим суграђанима Атињанима да надмаше сами себе у стварима психе, јер су сва телесна добра зависна од такве изврсности (Извињење 30a–b).

## Душа у религији
Хришћанство узима у обзир да је на почетку све створено као „добро”, дакле душа (дух) је добра, бесмртна и учествује у спасењу. Људске душе након смрти иду у рај или пакао. Римокатоличка црква верује и у постојање чистилишта.
Човек се, према учењу Светог писма, састоји из тела и душе (Пост. 2,7 ; Мт.
10,28), која оживљава тело, надахњује га. Зато душу у Библији често називају дахом живота, духом живота или духом. Душа не потиче од тела, већ представља посебну снагу, која има свој извор у Богу. Душу имају и животиње. Душу животиња створио је Бог из оних почетака који су били у самој твари, мада су представљали нешто различито од ње (Пост. 1, 20, 24). Душу човека Бог је створио начином који је назван удахнућем Божијим (Пост. 2, 7). За разлику од животиња, душа човекова имала је посебне особине, јер је једино човек био створен по лику и прилици Божијој. Посебне особине људске душе су јединство, духовност, бесмртност, способност разума, слободе и дар говора.
Темељни критеријум светости је спасење душе.

### Древни Блиски исток
У древној египатској религији, веровало се да је појединац састављен од различитих елемената, неки од којих су физичких и неки духовни. Сличне идеје налазе се у древној асирској и вавилонској религији. Кутамува, један краљевски званичник из Самала у 8. веку п. н. е., наручио је да се подигне стела са натписом након његове смрти. У натпису је затражено да његови ожалошћени обожавају његов живот и загробни живот путем гозби „за моју душу која је у овој стели”. То је једна од најранијих референци на душу као засебан ентитет од тела. Базалтна стела је 800 lb (360 kg) тешка, 3 ft (0,91 m) висока и 2 ft (0,61 m) широка. Откривена је у трећој сезони ископавања Нојбауерове експедиције Оријенталног института у Чикагу, Илиноис.

### Бахаи вера
Бахаи вера тврди да је „душа знак Бога, небески драгуљ чију реалност ни најцењенији међу људима нису успели да докуче, и чија мистерија колико год да је акутна, неће никада моћи да буде разоткривена”. Бахаула је сматрао да душа не само да наставља да живи после физичке смрти људског тела, већ да је заправо и бесмртна. Рај се делимично може посматрати као стање блискости душе Богу; а пакао као стање одвојености од Бога. Свако стање следи као природна последица индивидуалних напора, или њиговог одсуства, да се оствари духовни развој. Бахаула је учио да индивидуе немају постојање пре њиховог живота овде на земљи и да је еволуција душе увек усмерена према Богу и далеко од материјалног света.

### Будизам
Будизам учи да су све ствари у константном стању флукса: све се мења, и перманентно стање не постоји само по себи. То се односи на људска бића, колико год и на све друго у космосу. Стога, људско биће нема перманентну суштину. Према овој доктрини аната (пали, санскрит: anātman) – „одсуство себе” или „одсуство душе” – речи „ја” или „мени” се не односе на било коју фиксну ствар. Оне су једноставно погодни изрази који дозвољавају да се позове на непрестано мењање ентитета.
Доктрина „аната” није вид материјализма. Будизам не пориче постојање „нематеријалних” ентитета, и по њему се (бар традиционално) разликују телесна стања од менталних стања. Стога, конвенционални превод термина anatta као „без душе” може да буде збуњујући. Ако се реч „душа” једноставно односи на нематеријалну компоненту у живим стварима која може да настави с постојањем након смрти, онда будизам не пориче постојање душе. Уместо тога, Будизам пориче постојање перманентног ентитета који остаје константан иза променљивих телесних и нетелесних компоненти живог бића. Као што се тело мења од тренутка до тренутка, као што мисли долазе и одлазе, тако не постоји стално стање које је у основи ума, и које доживљава те мисли, као у картезијанству. Свесна ментална стања једноставно се појављују и нестају, без „мислиоца” иза њих. Кад тело умре, будисти верују да се бестелесни ментални процеси настављају и да се поново рађају у новом телу. Будући да се ментални процеси непрекидно мењају, биће које је поново рођено није ни потпуно различито од, нити потпуно исто са, бићем које је умрло. Међутим, ново биће је континуација бића које је умрло – на исти начин на који је особа овог момента континуација те особе из претходног момента, упркос чињенице да се она константно мења.
Будистичко учење сматра да је појам перманентног, сталног себе заблуда, која је један од узрока људских сукоба на емоционалним, друштвеним и политичким нивоима. Они додају да разумевање анате даје тачан опис људског стања, и да нам то разумевање омогућава да усмеримо наше свакодневне жеље.
Разне школе будизма имају различите идеје о томе шта се наставља након смрти. Школа свести у махајанском будизму сматра да постоје стања свести која настављају са постојањем након смрти. У неким школама, а посебно у тибетанском будизму, устаљено је гледиште да постоје три форме ума: веома суптилан ум, који се не дезинтегрира након смрти; суптилан ум, који се дезинтегрира након смрти и који је „сањајући ум” или „несвесни ум”; и укупан ум, који не постоји кад особа спава. Стога је укупан ум мање перманентан од суптилног ума, кога нема након смрти. Веома суптилан ум, међутим, се наставља, а када се „схвати”, или кад се поново поклопи са појавама, настаје нови суптилни ум, са својом личношћу/претпоставкама/навикама, и тај ентитет доживљава карму у садашњем континууму.
Сматра се да су биљке неосетне (無情), мада су будистички монаси обавезни да не пресецају, нити пале дрвеће, јер су нека осетна бића зависна од њих. Неки махајански монаси сматрају да неосетна бића као што су биљке и камење имају Будину природу.
Поједини модерни будисти, посебно у Западним земљама, одбацују или бар заузимају агностичку позицију у погледу концепта поновног рођења или реинкарнације. Стивен Бечелор дискутује ту тему у својој књизи Будизам без веровања. Други указују на истраживања која су била спроведена на Универзитету у Вирџинији као доказ да су неки људи поново рођени.

## Душа у филозофији
Код првих грчких филозофа није било јасног разликовања појмова душе (психе) и духа (нус). Платон је сматрао душу за једно без делова и, према томе, непропадљиво. Пошто је још у античко доба било очигледно да се органске материје разлажу, Платон је сматрао да нематеријалност душе представља фундаментални услов за њену бесмртност.
Ни Платон ни Аристотел нису мислили да само људска бића посједују душу. Аристотел је разликовао:
- разумску душу, коју поседује само човек,
- чулну душу, коју поседују и животиње и која је основа чулне осетљивости, и
- вегетативну душу, коју имају и биљке и која је основа нагона за храном и узрок раста и размножавања.[2]

Ипак, за разлику од Платона, Аристотел је одбацивао сеобу душе из једне врсте у другу, послије смрти. Такође је био скептичан према могућности да душа опстане и функционише без тијела. Грчки атомисти Демокрит и Епикур су душу замишљали као супстанцију сложену из најљепших атома, те према томе пропадљиву (пропадање је исто што и разлагање).
За Декарта, душа је део духовне супстанције (лат. res cogitas) и по својој природи је непросторна и без икаквих других својстава материје. Декарт је сматрао да само људска бића посједују душу и да њена нематеријална природа омогућава слободу, иако је људско тијело условљено детерминистичким физичким законима. По Декартовом схватању, животиње су машине без душе.
Франсис Бејкон је претпостављао да и животиње имају душу, али само у облику онога што је назвао anima sensibilis:
Чулна душа, или душа животиња, мора бити јасно схваћена као материјална супстанција, разређена топлотом и невидљива; она је флуид у суштини састављен од ватре и ваздуха... уклопљен у тело и, код виших животиња, најчешће смештен у главу... Животињама је то главна душа којој је тело само оруђе; код људи је пак чулна душа оруђе умне душе коју бисмо пре могли означити именом дух него душа“— De dignitate et augmentis scientiarum, књ. IV, гл. III, пар. 4
Дуалисти су аргументовали да душа и тијело морају бити различити ентитети, како би се објаснила свијест код људских бића, као и могућност постојања бесмртности. Материјалисти пак тврде, да свијест није ништа друго до резултат сложених физичких процеса организма, одбацујући могућност било каквог дуализма или бесмртности.